# The One She Loved
The One She Loved é um filme mudo de 1912 norte-americano em curta-metragem, do gênero drama, dirigido por D. W. Griffith. Foi filmado em Fort Lee, Nova Jérsei.

## Elenco
- Henry B. Walthall
- Mary Pickford
- Lionel Barrymore
- Kate Bruce
- Gertrude Bambrick
- Madge Kirby
- Harry Carey
- Lillian Gish
- Eldean Stuart